# Meriden (West Midlands)
Meriden is een civil parish in het bestuurlijke gebied Solihull, in het Engelse graafschap West Midlands met 2719 inwoners.